# Edwin Argo
Edwin Yancey Argo (né le 22 septembre 1895 à Hollins (Alabama), mort le 10 mars 1962 à Shreveport, Louisiane) est un cavalier américain de concours complet.

## Carrière
Il entre dans l'Académie militaire de West Point en 1915. Au moment de la Première Guerre mondiale, il quitte l'école et s'enrôle dans l'armée en tant que soldat le 12 mai 1917. Après la guerre, en 1919, il revient à l'Académie militaire et obtient le grade de sous-lieutenant.
En 1921, il épouse Marguerite Hughes, originaire du Texas, et est transféré dans la 8e batterie du 82e régiment d'artillerie de campagne. En 1925, il est en poste à Fort Sill, dans l’Oklahoma, où se trouve l'U.S. Army School of Fires. En 1928, il est sélectionné dans l'équipe équestre militaire qui participe à un concours à Amsterdam, aux Pays-Bas. Il retourne en Europe en 1930 pour la compétition à Hambourg, en Allemagne.
En tant que cavalier, il participe aux Jeux olympiques d'été de 1928 et Jeux olympiques d'été de 1932.
En 1932, avec son cheval Honolulu Tom Boy, il gagne la médaille d’or par équipe après avoir terminé huitième aux Jeux olympiques d’été de 1928. Argo est le seul cavalier à faire un sans-faute dans l'épreuve de saut d'obstacles. Au classement individuel, Earl Foster Thomson remporte la médaille d’argent des États-Unis, Harry Chamberlin termine quatrième et Argo huitième.
Argo poursuit sa carrière dans l'armée. Il est transféré à Fort Humphreys le 20 avril 1939 et promu major quelques mois plus tard. Il sert ensuite à Fort Riley, au Kansas, puis à Camp Beauregard, en Louisiane. Argo est promu lieutenant-colonel à Camp Beauregard le 20 avril 1941, puis colonel en février 1942. Il quitte l'armée le 31 décembre 1944.